# Kanton Burie
Burie is een voormalig kanton van het Franse departement Charente-Maritime. Het kanton maakte deel uit van het arrondissement Saintes. Het werd opgeheven bij decreet van 27 februari 2014, met uitwerking op 22 maart 2015.

## Gemeenten
Het kanton Burie omvatte de volgende gemeenten:
- Burie (hoofdplaats)
- Chérac
- Dompierre-sur-Charente
- Écoyeux
- Migron
- Saint-Bris-des-Bois
- Saint-Césaire
- Saint-Sauvant
- Le Seure
- Villars-les-Bois